# Werner Spieß
Werner Spieß (* 5. Februar 1891 in Düsseldorf; † 7. Dezember 1972 in Braunschweig) war ein deutscher Historiker und Archivar. Er leitete von 1935 bis 1956 das Stadtarchiv und die Stadtbibliothek Braunschweig.

## Leben
Spieß studierte ab 1910 Rechtswissenschaften an den Universitäten München, Freiburg, Berlin und Göttingen. In Göttingen wurde er 1916 zum Dr. jur. und an der Universität Marburg 1923 zum Dr. phil. promoviert. Er arbeitete an verschiedenen preußischen Staatsarchiven, bevor er am 1. Januar 1928 am Stadtarchiv Braunschweig als wissenschaftlicher Beamter tätig wurde. Spieß wurde am 1. Juli 1935 als Nachfolger Heinrich Macks zum Direktor von Stadtarchiv und Stadtbibliothek ernannt. Im Jahre 1943 habilitierte er sich an der Universität Göttingen. Während des Zweiten Weltkriegs sorgte er zwischen 1942 und 1944 für die Auslagerung eines Großteils der Archivalien, wodurch diese vor der Zerstörung gerettet werden konnten. Die Nationalsozialisten entzogen ihm am 27. November 1944 die Leitung der beiden Institute, bevor er am 9. Juli 1945 von der britischen Besatzung wieder als Direktor eingesetzt wurde. Im Jahre 1947 erhielt er an der Technischen Hochschule Braunschweig eine Honorarprofessur für Verfassungs- und Wirtschaftsgeschichte. Im Jahre 1956 trat er in den Ruhestand. Sein Nachfolger als Direktor von Stadtarchiv und Stadtbibliothek wurde Richard Moderhack. Spieß war mehrere Jahre Vorsitzender des Braunschweigischen Geschichtsvereins. Er starb 1972 in Braunschweig.

## Werke (Auswahl)
Spieß ordnete die städtischen Archivalien neu. Besonders verdienstvoll ist die Auslagerung und Rettung der Archivbestände während des Zweiten Weltkriegs. Er schrieb mehrere Werke zur Geschichte der Stadt und des Landes Braunschweig:
- Braunschweig als Hansestadt. Friesen-Verlag, Bremen um 1929, OCLC 236303048.
- Braunschweig: die Verfassung und Verwaltung der mittelalterlichen Stadt. In: Quellenhefte zur niedersächsischen Geschichte. Heft 1. A. Lax, Hildesheim 1949, OCLC 6766960.
- von Vechelde. Die Geschichte einer Braunschweiger Patrizierfamilie 1332–1864. In: Werkstücke aus Museum, Archiv und Bibliothek der Stadt Braunschweig. Band 13. Waisenhaus-Buchdruckerei Braunschweig 1951. (Digitalisat)
- Chronik der Stadt Braunschweig. 1801–1950. Waisenhaus-Buchdruckerei und Verlag, Braunschweig 1952, OCLC 174594201.
- Die Goldschmiede, Gerber und Schuster in Braunschweig; Meisterverzeichnisse und Gildefamilien. In: Braunschweiger Werkstücke. Band 22. Waisenhaus-Buchdruckerei und Verlag, Braunschweig 1958, OCLC 5046885.
- Geschichte der Stadt Braunschweig im Nachmittelalter. Vom Ausgang des Mittelalters bis zum Ende der Stadtfreiheit 1491–1671. 2 Bände. Waisenhaus-Buchdruckerei und Verlag, Braunschweig 1966, OCLC 7495150.
- Die Ratsherren der Hansestadt Braunschweig, 1231–1671. Mit einer verfassungsgeschichtlichen Einleitung. 2., durch eine Ratslinie vermehrte Auflage. In: Braunschweiger Werkstücke. Band 42. Waisenhaus-Buchdruckerei und Verlag, Braunschweig 1970, OCLC 5081201.